# 마틸데 카무스

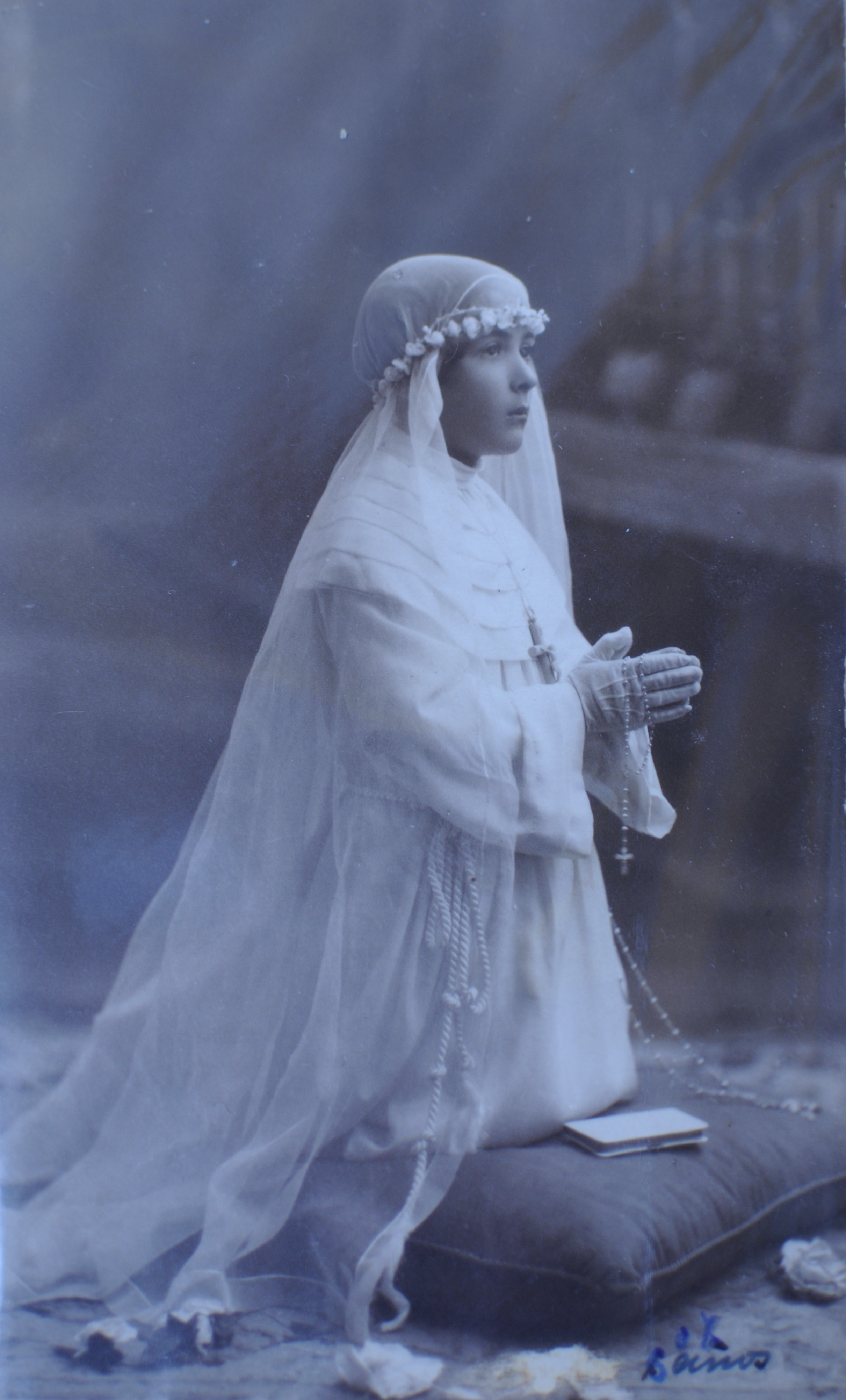

마틸데 카무스(Matilde Camus, 본명: Aurora Matilde Gómez Camus, 1919년 9월 26일 ~ 2012년 4월 28일)는 논픽션을 쓰기도 했던 칸타브리아주 출신의 스페인의 시인이다.
1919년 9월 26일 칸타브리아주 산탄데르에서 태어났다.
1920년대에 카무스는 Colegio de San José에 다녔고 이후 7년 간 Instituto de Santa Clara를 다녔다. 1943년 Justo Guisández García와 결혼했다. 4명의 자식이 있다: Justo Francisco, Francisco Javier, Matilde, Miguel Ángel
1969년 Voces라는 제목의 시집을 썼다.
카무스는 2012년 4월 28일 칸타브리아주 산탄데르에서 사망했다.